# Щелевая антенна

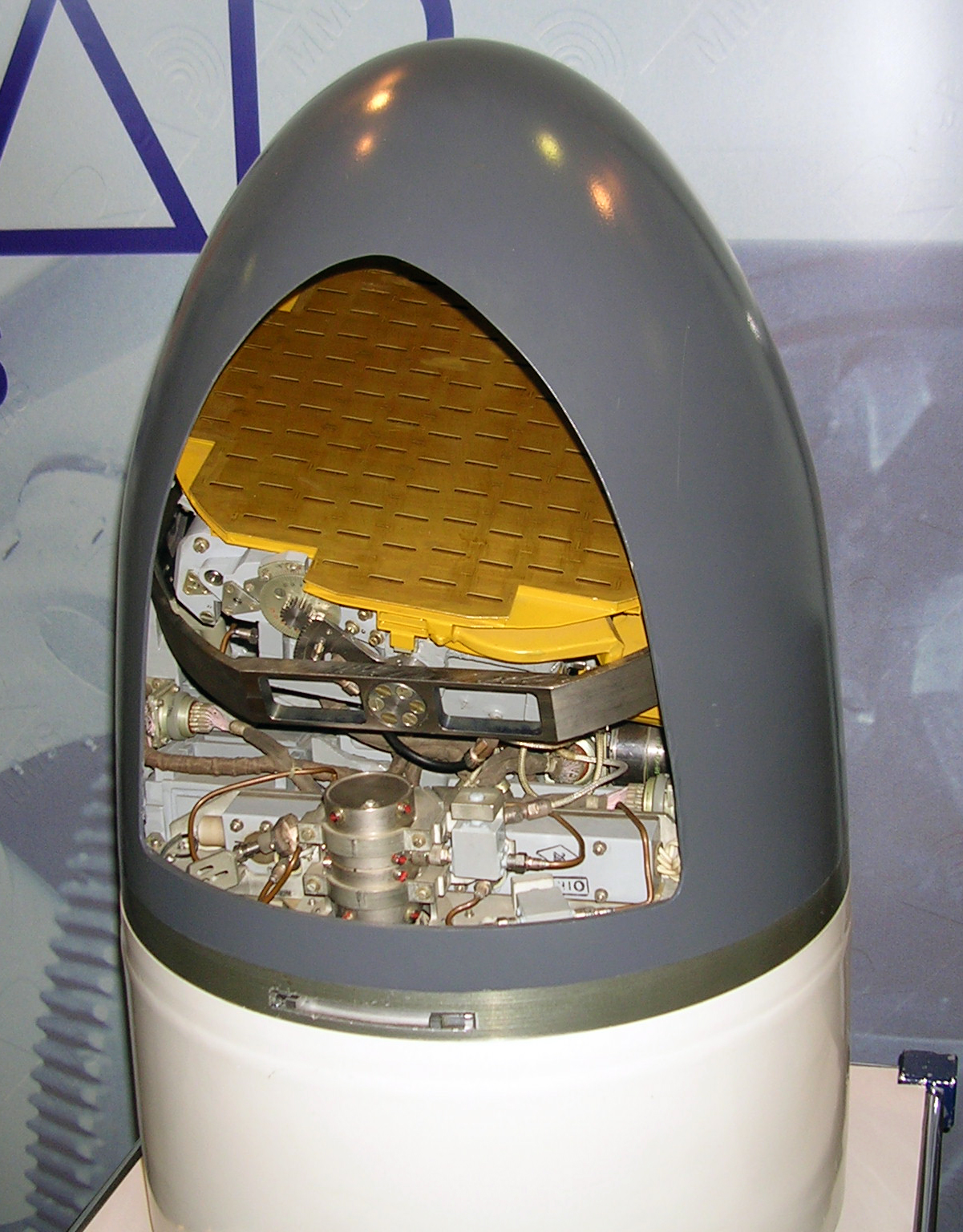
Щелевая антенна (оранжевая) в головке самонаведения противокорабельной ракеты «Уран» (макет)

Щелевая антенна — антенна, выполненная в виде металлического радиоволновода, жёсткой коаксиальной линии, объёмного резонатора или плоского металлического листа (экрана), в проводящей поверхности которых прорезаны отверстия (щели), служащие для излучения (или приёма) радиоволн. Излучение происходит в результате возбуждения щелей: в волноводах, резонаторах и коаксиальных линиях — внутренним электромагнитным полем, в плоских экранах — с помощью радиочастотного кабеля, подключённого непосредственно к краям щели. Щелевые антенны отличаются сравнительной простотой конструкции; в них могут отсутствовать выступающие части, что в ряде случаев является их важным преимуществом (например, при установке на летательных аппаратах).

## История
- Несмотря на то, что дифракция электромагнитных волн на отверстиях и щелях в бесконечном плоском экране была исследована Шварцшильдом и Релеем в 1902 и 1903 годах, с точки зрения антенной техники электромагнитное излучение из отверстий рассмотрел теоретически М. С. Нейман[1].
- В 1944 году А. А. Пистолькорсом была исследована кольцевая щелевая антенна[1]. В результате работы Александр Александрович сформулировал принцип двойственности для щелевых антенн.
- Примерно в середине 1950-х годов щелевые антенны начали использоваться в метровом диапазоне[1].

## Общие сведения
При протекании поверхностных токов по внутренним стенкам волновода, щель, пересекающая линии распространения этих токов, соответственно возбуждается. Поверхностный ток частично огибает щель в виде тока смещения, соответствующего электрическому полю внутри щели, а после неё продолжает течь в прежнем направлении. Закон распределения этого поля близок к синусоидальному. Так как при изготовлении щелевых антенн чаще всего применяют прямоугольные волноводы, возбуждаемые волной H10, магнитное поле состоит из двух составляющих Hx и Hz, а значит на стенках волновода текут поверхностные продольные (jsпр) и поперечные (jsп) токи. При этом продольные токи текут на широких стенках волновода, а поперечные на узких. Соответственно этим токам используют поперечные и продольные щели; поперечные обычно располагают только на широких стенках, а продольные как на широких, так и на узких стенках волновода.
Существует три основных вида щелевых антенн:
- резонансные;
- нерезонансные;
- с согласованными щелями.

## Резонансные антенны

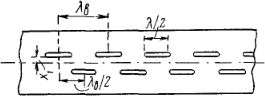
Синфазная резонансная антенна с продольными щелями

Резонансными щелевыми антеннами называют антенны, у которых расстояние между соседними щелями равно {\displaystyle \lambda _{\text{в}}/2}. Подобные антенны согласованы только в узкой полосе частот, а возбуждение её щелей получается синфазным, соответственно она излучает по нормали к оси антенны.

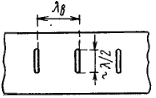
Синфазная резонансная антенна с поперечными щелями

Продольные щели таких антенн смещены относительно средней линии широкой стенки волновода ввиду отсутствия там поперечных токов. Синфазное возбуждение щелей, расположенных по одну сторону от средней линии, обеспечивается расстоянием между соседними щелями равным {\displaystyle \lambda _{\text{в}}}, а синфазное возбуждение щелей по обе стороны от средней линии расстоянием равным {\displaystyle \lambda _{\text{в}}/2}. Таким образом создается сдвиг фаз в 180°. А из-за того, что поперечные токи текут в противоположных направлениях по обеим сторонам от средний линии создается дополнительный сдвиг фаз в 180°, что и обеспечивает синфазное возбуждение щелей.
Синфазность возбуждения поперечных щелей достигается тем, что расстояние между соседними щелями равно {\displaystyle \lambda _{\text{в}}}. Поперечных щелей на одинаковой длине волновода оказывается в два раза меньше, чем продольных, что приводит к возникновению серьёзного недостатка - увеличению боковых лепестков.
Недостатком резонансных антенн является резкое изменение согласования антенны при изменении частоты. На частотах отличных от резонансных, расстояние между излучателями не равно {\displaystyle \lambda _{\text{в}}/2}, поэтому возбуждение щелей происходит неравномерно и несинфазно, искажается диаграмма направленности.

## Нерезонансные антенны
Нерезонансными щелевыми антеннами называют антенны, у которых расстояние между соседними щелями в пределах рабочей полосы несколько меньше или больше {\displaystyle \lambda _{\text{в}}/2}. Полоса согласования нерезонансных антенн шире, чем резонансных. Отличие расстояния между щелями приводит к несинфазному возбуждению падающей волной, что приводит к линейному изменению фазы и отклонению максимального излучения от нормали к оси. Возможно возникновение отражения от конца антенны, что нежелательно, так как приводит к появлению лепестка, составляющего угол {\displaystyle \theta } с нормалью. Для устранения этого лепестка антенна обычно снабжается поглощающей нагрузкой.
Так как щели располагаются вдоль волновода на расстоянии не равному {\displaystyle \lambda _{\text{в}}/2}, возбуждаются они бегущей волной. Благодаря несинфазному возбуждению щелей направление максимального излучения образует некоторый угол с нормалью к оси волновода. Угол наклона фазового фронта (поверхности равных фаз), и направление максимального излучения зависят от соотношения длины волны в воздухе и волноводе. Угол наклона, отсчитываемый от нормали к оси волновода 
{\displaystyle \theta _{0}=\arcsin {\psi _{0}\lambda  \over 2\pi d}},
где {\displaystyle \psi _{0}} — разность фаз между соседними щелями, а d — расстояние между соседними щелями.
Благодаря повышенной фазовой скорости в волноводе {\displaystyle \psi _{0}<{2\pi  \over \lambda }d}.
Для уменьшения разности фаз между соседними щелями и уменьшения угла {\displaystyle \psi _{0}} антенну изготовляют таким образом, чтобы каждая последующая щель получала дополнительный сдвиг по фазе на 180° относительно предыдущей. в этом случае разность фаз между щелями:
{\displaystyle \psi '_{0}=\psi _{0}+\pi }.
Отличие этого типа антенн от предыдущего в хорошем согласовании в широкой полосе частот.

## Антенны с согласованными щелями
В антеннах этого типа щели обычно располагаются на расстоянии равном {\displaystyle \lambda _{\text{в}}/2}. Отраженные волны отсутствуют, распределение поля получается синфазным и направление максимального излучения совпадает с нормалью к оси антенны.

## Фрактальные щелевые антенны
При синтезе щелевых антенн могут использоваться фрактальные и квазифрактальные геометрические формы. Фрезеровка контуров щелей с использованием заполняющих пространство квазифрактальных кривых (англ. Space-Filling Curves) позволяет расширить полосу пропускания щелевых антенных элементов.